# Bihoun
Bihoun est une commune rurale située dans le département de Béréba de la province de Tuy dans la région des Hauts-Bassins au Burkina Faso.

## Géographie
Bihoun se trouve à 6 km au nord-est de Ouakuy et à 13 km au nord-est de Béréba.

## Économie
Bien que proche de la ligne d'Abidjan à Ouagadougou, la commune ne bénéficie pas directement de retombées économiques de son passage sur son territoire.

## Santé et éducation
Le centre de soins le plus proche de Bihoun est le centre de santé et de promotion sociale (CSPS) de Ouakuy.